# Siège de Vicksburg
Guerre de Sécession
Batailles
Campagne de Vicksburg
- Grand Gulf
- Snyder's Bluff
- Port Gibson
- Raymond
- Jackson
- Champion Hill
- Big Black River Bridge
- Milliken's Bend
- Young's Point
- Lake Providence
- Richmond
- Goodrich's Landing
- Helena
- Vicksburg
- Expédition de Jackson

Le siège de Vicksburg (18 mai - 4 juillet 1863) est la dernière action militaire d'ampleur de la campagne de Vicksburg, durant la guerre de Sécession. Par une série de manœuvres, le major-général unioniste Ulysses S. Grant et son armée du Tennessee traversent le fleuve Mississippi et poussent l'armée confédérée du lieutenant-général John C. Pemberton à se retrancher derrière les lignes défensives établies autour de la ville de Vicksburg (Mississippi).
Après avoir ordonné deux importants assauts contre les fortifications confédérées, menés les 19 et 22 mai 1863 et repoussés avec de lourdes pertes, Grant décide d'assiéger la ville à compter du 25 mai.
Sans espoir de renforts, ses approvisionnements quasiment épuisés, et après avoir tenu plus de quarante jours, la garnison se rend finalement le 4 juillet. Cette action, combinée à la capitulation de Port Hudson le 9 juillet, donne aux forces de l'Union la maîtrise complète du cours du Mississippi, qu'elles conserveront alors jusqu'à la fin des hostilités.
La reddition des Confédérés à la suite du siège de Vicksburg est parfois considérée, en conjonction avec la défaite du général Robert Lee à Gettysburg le jour précédent, comme le tournant de la guerre. Elle rend à l'Union le contrôle d'une artère vitale pour son économie et coupe la Confédération en deux, isolant jusqu'à la fin du conflit les forces rebelles opérant sur le théâtre Trans-Mississippi.

## Contexte
Après avoir franchi le fleuve Mississippi à Bruinsburg, au sud de Vicksburg, et poussé vers le nord-est, Grant remporte les batailles de Port Gibson et de Raymond, puis se rend maître de Jackson, la capitale de l'État du Mississippi, à la mi-mai 1863, forçant Pemberton à se retirer vers l'ouest. Les tentatives confédérées pour stopper l'avancée de l'Union à Champion Hill et à Big Black River Bridge se révèlent infructueuses. Pemberton sait que le corps du major-général William Tecumseh Sherman se prépare à le déborder par le nord et il n'a d'autre choix que de se retirer. Son armée brûle alors les ponts sur la Big Black River et se retire vers la ville de Vicksburg et ses solides fortifications, se saisissant en chemin de toutes les vivres que les soldats peuvent emporter avec eux.
Les Confédérés évacuent Hayne's Bluff, que la cavalerie de Sherman occupe le 19 mai, et les bateaux à vapeur de l'Union n'ont plus à se risquer sous les canons de Vicksburg, étant désormais en mesure d'accoster par dizaines sur la rivière Yazoo. Grant peut désormais recevoir les provisions et équipements plus directement que par l'itinéraire précédent, lequel filait à travers la Louisiane, traversant le fleuve à Grand Gulf et Bruinsburg, puis de nouveau vers le nord.

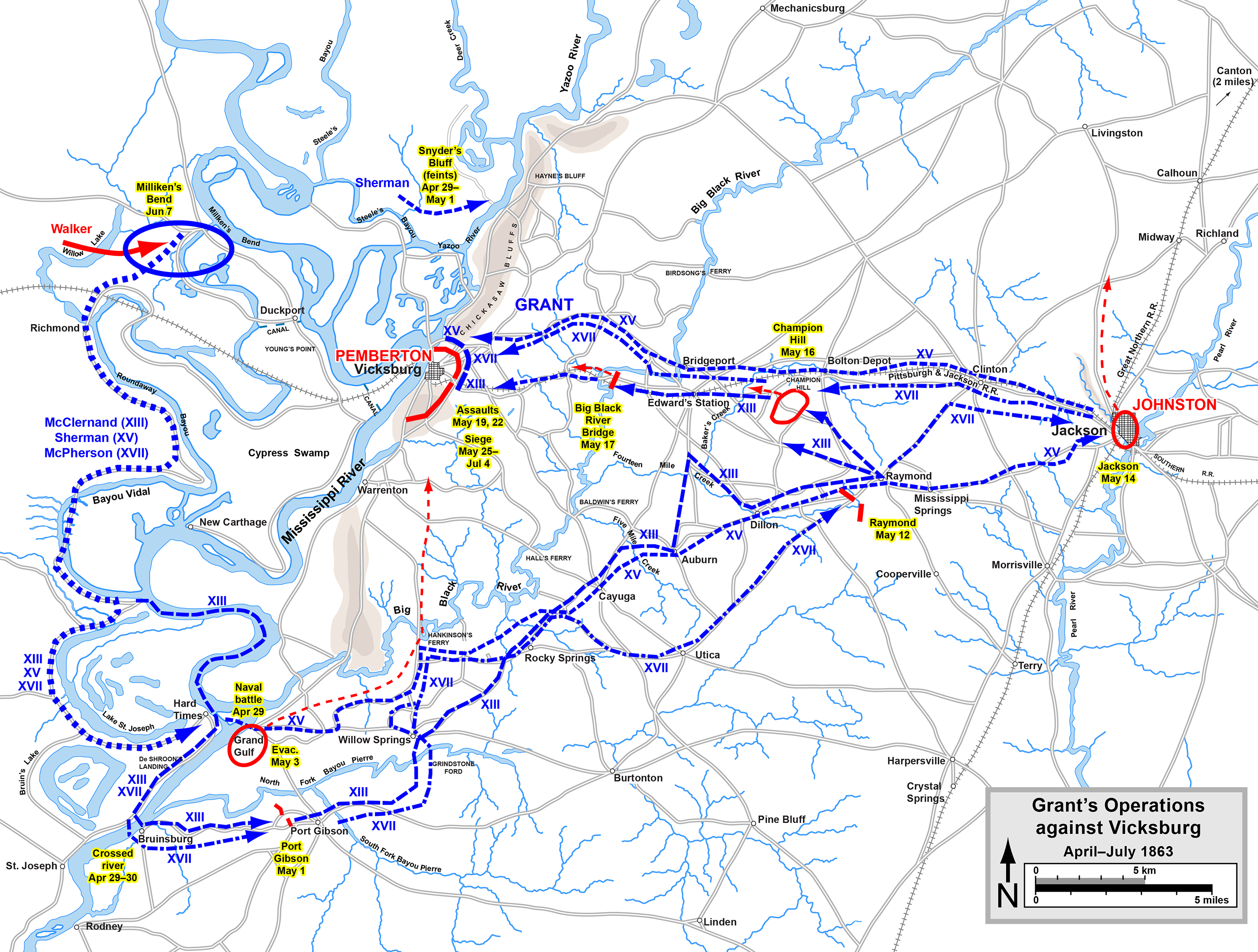
Carte des opérations de Grant contre Vicksburg.
Confédérés
Unionistes

Plus des trois quarts de l'armée de Pemberton ayant été sacrifiés lors des deux précédentes batailles, nombreux sont ceux qui, à Vicksburg, attendent que le général Joseph E. Johnston, commandant du Department of the West, vienne au secours de la ville, ce qu'il ne fera jamais. Les forces de l'Union confluent en nombre sur Vicksburg pour assiéger la ville, réparant les ponts brûlés par Pemberton, que les troupes de Grant franchissent le 18 mai. Johnston envoie une note à Pemberton, lui demandant de sacrifier la ville et de sauver ses troupes, ce que ce dernier ne fera pas (Pemberton, nordiste de naissance, craignait probablement d'être l'objet de la vindicte du Sud s'il avait abandonné Vicksburg).
« 
Pemberton, en tentant à la fois de satisfaire Jefferson Davis, qui tenait à ce que Vicksburg et Port Hudson soient défendues, et Joseph Johnston, qui trouvait que ces deux villes n'avaient aucune valeur sur le plan militaire, a été pris entre deux feux, victime d'un système de commandement compliqué et de sa propre indécision. Trop découragé pour être lucide, il a choisi de s'enfermer dans Vicksburg avec une armée en piteux état plutôt que d'évacuer la ville et de s'échapper en direction du nord, où il aurait pu à nouveau faire campagne. Pemberton a, par ce choix, scellé le destin de ses troupes et de la ville qu'il était déterminé à défendre.
 »

## Forces en présence et défenses de Vicksburg
Au moment où les forces de l'Union approchent de Vicksburg, Pemberton ne dispose que de 18 500 soldats. Grant en a plus de 35 000 et d'autres sont en chemin. Le commandant confédéré a cependant l'avantage du terrain : il dispose de fortifications qui font de Vicksburg une place forte presque inexpugnable. Ses fortifications s'étendent sur 10 km et courent sur un relief ondulé parsemé de collines et de monticules, difficiles à gravir pour un attaquant sous le feu ennemi. Le périmètre inclut de nombreux nids d'artillerie, de forts, de tranchées, de redoutes et de lunettes. Les principales fortifications de cette ligne de défense incluent Fort Hill, sur une haute falaise au nord de la ville ; le Stockade Redan (redant), dominant l'entrée de la ville par Graveyard Road depuis le nord-est ; le 3rd Louisiana Redan ; la Great Redoubt ; la Railroad Redoubt, protégeant la brèche qui permet à la ligne de chemin de fer d'entrer en ville ; Square Fort (Fort Garrott) ; une saillie le long de la Hall's Ferry Road et le South Fort.
L'armée du Mississippi, commandée par John C. Pemberton et retranchée derrière les fortifications de Vicksburg, se compose de quatre divisions, sous les ordres des majors généraux Carter L. Stevenson, John Horace Forney, Martin Luther Smith, et John S. Bowen.
L'armée du Tennessee, commandée par Ulysses S. Grant, dispose de trois corps d'armée pour la bataille : le XIIIe corps sous les ordres du major-général John Alexander McClernand, le XVe corps commandé par le major-général William Tecumseh Sherman et le XVIIe corps du major-général James B. McPherson.

## Assauts

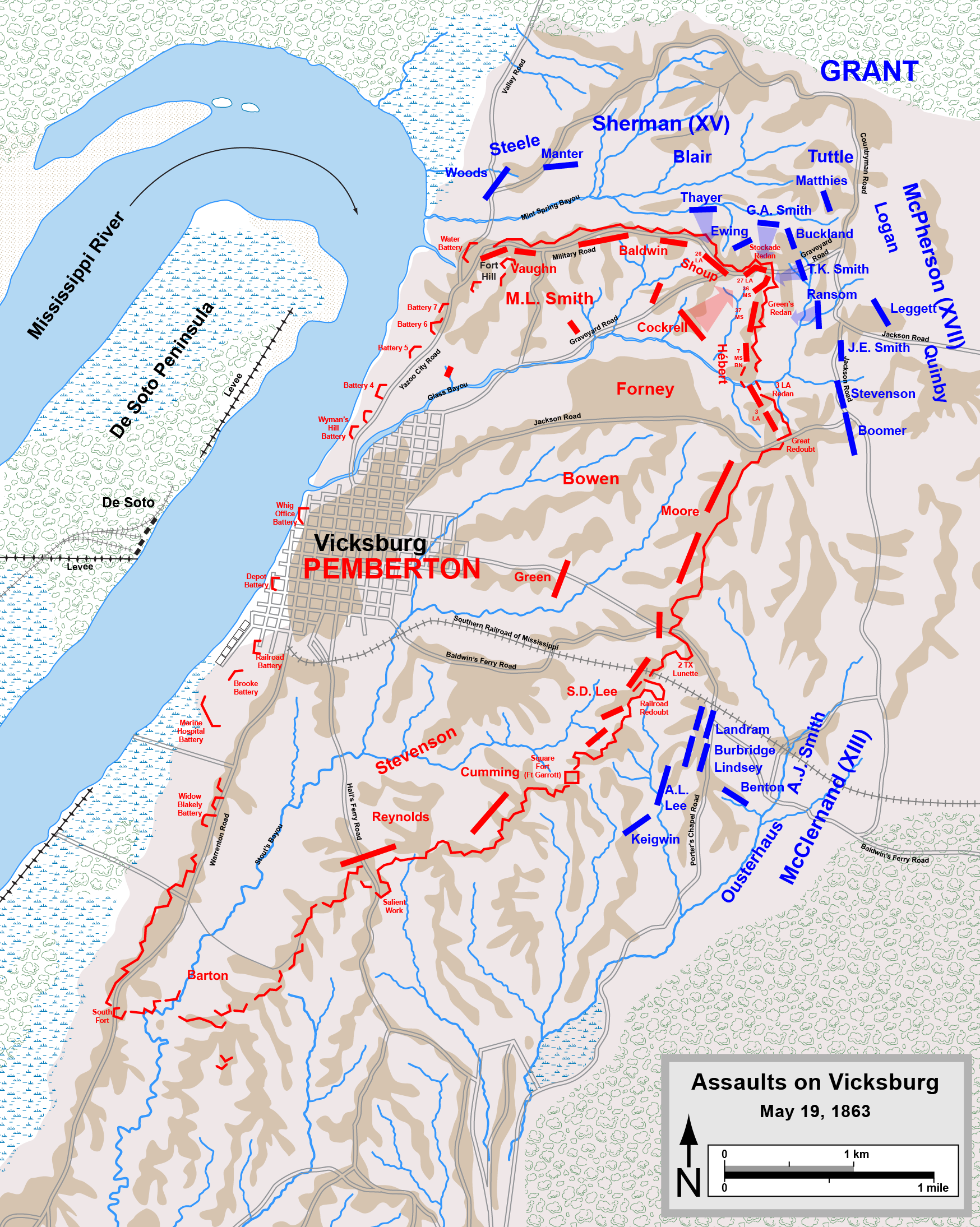
Assaut du 19 mai sur Vicksburg.

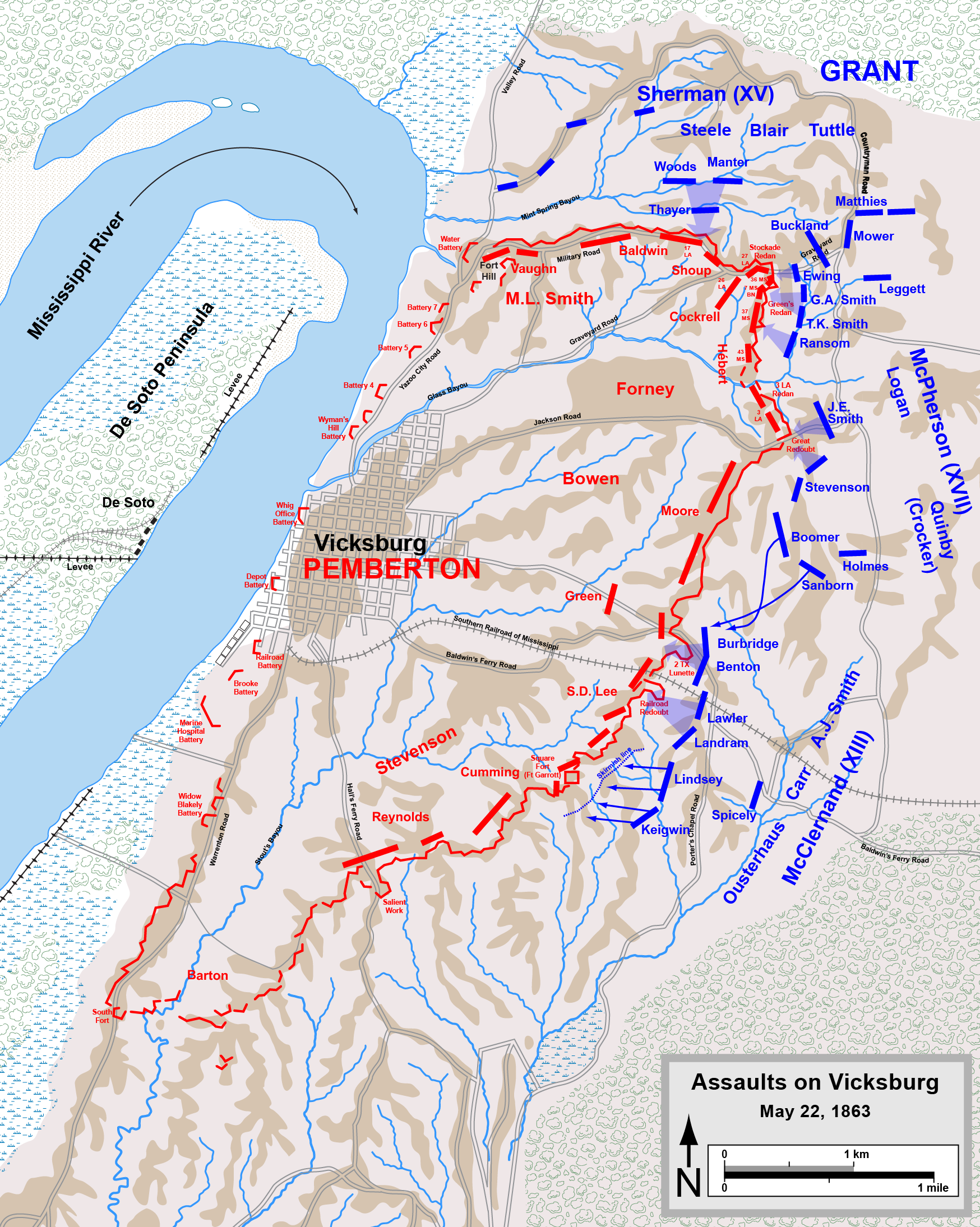
Assaut du 22 mai sur Vicksburg.

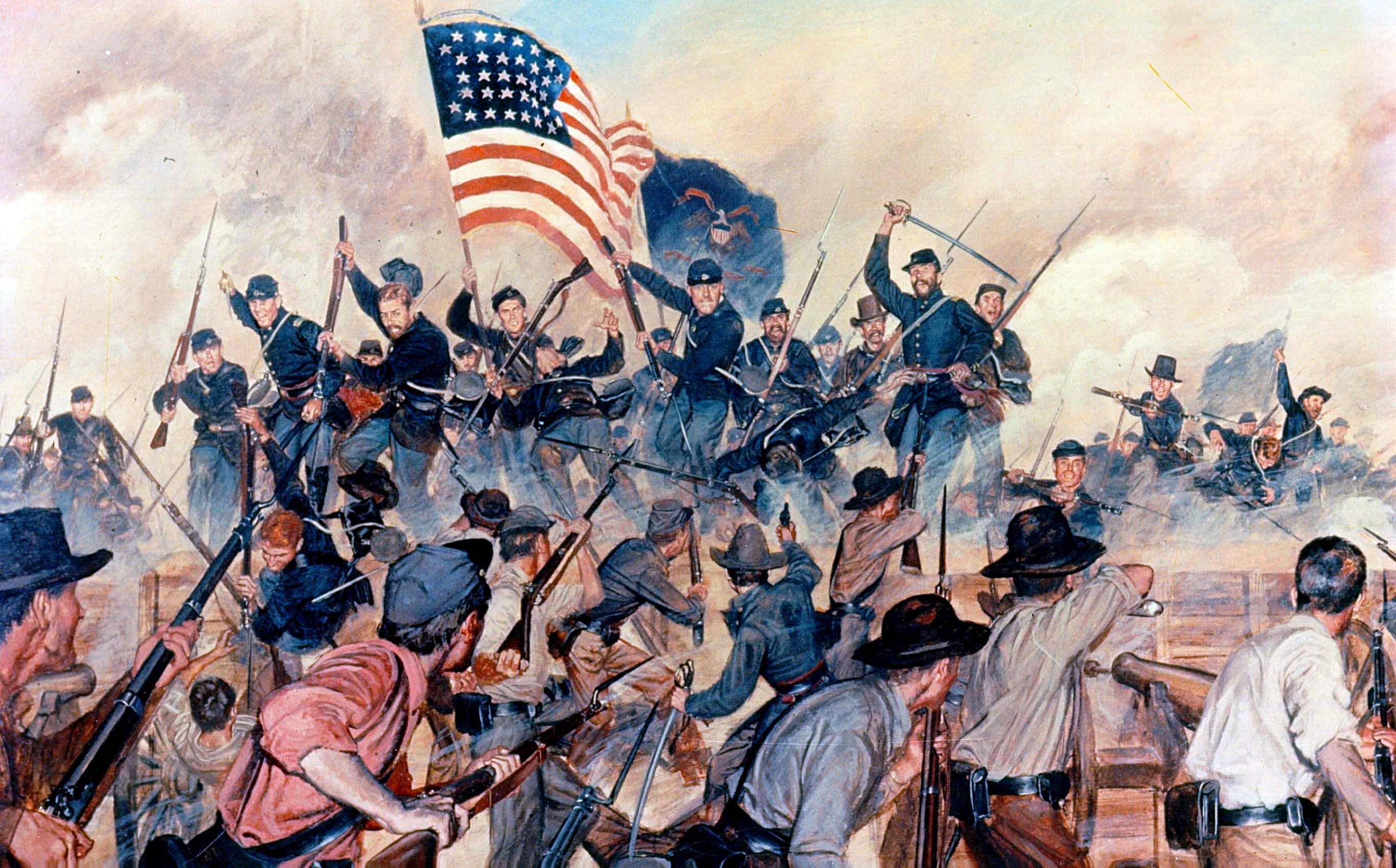
First at Vicksburg (Premier à Vicksburg) fait partie de la série L'armée américaine en action du US Army Center of Military History. On y voit les lignes confédérées à Vicksburg, le 19 mai 1863.

Grant voulait balayer les Confédérés avant qu'ils ne puissent organiser leurs défenses et il ordonna qu'un assaut soit lancé contre le Stockade Redan (à l'angle nord-est des fortifications, où la palissade formait un saillant), le 19 mai. Les troupes du corps d'armée de Sherman eurent du mal à approcher l'objectif. Pris sous la mitraille et l'artillerie du 36th Mississippi Infantry du brigadier-général Louis Hébert, ils eurent à escalader les pentes abruptes d'un ravin protégé par des abattis et franchir un fossé de 2,5 mètres de large avant d'attaquer le mur du saillant, d'une hauteur de 5 mètres.
Ce premier assaut fut facilement repoussé. Grant ordonna un bombardement d'artillerie pour affaiblir les défenses confédérées et, vers 14 h, une division de Sherman, commandée par le major-général Francis P. Blair, fit une nouvelle tentative, mais seul un petit nombre d'hommes parvint à atteindre le fossé au pied du redent. L'assaut se termina dans le chaos créé par la fusillade et par les grenades à main lancées de part et d'autre.
Les assauts malheureux du 19 mai firent retomber la vague de confiance qu'avait suscitée chez les unionistes la série de victoires qu'ils avaient remportées à travers le Mississippi. Ces échecs avaient également été coûteux pour l'Union, qui déplorait 157 morts, 777 blessés et 8 disparus, contre les 8 tués et 62 blessés rebelles. Les Confédérés, supposés démoralisés, avaient regagné leur tranchant au combat.
Grant programma un autre assaut pour le 22 mai mais il le planifia cette fois plus attentivement. Les fédéraux feraient d'abord une reconnaissance minutieuse et affaibliraient la défense confédérée par une préparation d'artillerie appuyée par les canonnières. Les unités d'assaut furent pourvues d'échelles pour franchir les fortifications. Grant ne souhaitait pas que le siège s'éternise, et cette attaque devait engager toutes ses forces sur un large front.
Malgré leur échec sanglant du 19 mai, les troupes de l'Union, s'étant ravitaillées sur le pays, avaient gardé bon moral. En voyant Grant passer devant lui, un Yankee s'exclama « Hardtack ! » (Biscuit de mer !). Bientôt, tous les hommes du secteur scandaient Hardtack ! Hardtack ! . Le soir du 21, les soldats reçurent hardtack, haricots et café. Chacun s'attendait à ce que Vicksburg tombe le lendemain.
Les forces de l'Union bombardèrent la ville durant toute la nuit avec leurs pièces de 220 et les canonnières du contre-amiral David Dixon Porter. Elles ne causèrent pas d'énormes dommages matériels mais sapèrent le moral des civils. Au matin du 22 mai, les assiégés furent encore bombardés pendant quatre heures avant que l'Union n'attaque une nouvelle fois, à 10 h, sur un front de 4,5 km.
Sherman attaqua à nouveau en suivant Graveyard Road, avec 150 volontaires (surnommés Forlorn Hope detachment (le Détachement des espoirs déçus) qui ouvraient la voie avec des échelles et des planches, suivis des divisions de Blair et du brigadier-général James M. Tuttle, formés en une longue colonne et convaincus de percer en concentrant leurs forces sur un front étroit. Une fusillade nourrie les repoussa. Les hommes de la brigade de Blair, commandés par les colonels Giles A. Smith et Thomas K. Smith avancèrent jusqu'à une crête située à 100 mètres de Green's Redan, au sud du Stockade Redan. Arrivés là, ils firent subir, sans succès, un feu nourri aux positions confédérées. La division de Tuttle, qui attendait l'ordre d'avancer, ne put pas progresser. Tout au nord, sur l'extrême droite de Sherman, la division du brigadier-général Frederick Steele passa la matinée à essayer de prendre position sur la rive escarpée du Mint Spring Bayou.
Le corps d'armée de McPherson devait attaquer le centre en suivant Jackson Road. Sur l'aile droite, la brigade du brigadier-général Thomas E. G. Ransom avança jusqu'à 100 mètres de la ligne de défense confédérée mais elle dut s'arrêter pour éviter le tir flanquant venant de Green's Redan. Sur l'aile gauche de McPherson, la division du major-général John Alexander Logan devait monter à l'assaut du redent du 3rd Louisiana et de la Great Redoubt. Les hommes du brigadier-général John E. Smith avancèrent jusque sur la pente du saillant mais durent se mettre à couvert pour échapper aux grenades jusqu'à ce qu'ils soient rappelés. Ceux du brigadier-général John D. Stevenson progressèrent assez loin sur deux colonnes contre la redoute mais leur assaut échoua également quand ils s'aperçurent que leurs échelles étaient trop courtes pour leur permettre d'escalader les fortifications. La division du brigadier-général Isaac Ferdinand Quinby avança sur plusieurs centaines de mètres mais dut marquer le pas pendant des heures pendant que ses généraux perdaient du temps en discussions confuses.
Sur la gauche de l'Union, le corps de McClernand avança le long de Baldwin's Ferry Road et de part et d'autre de la ligne de chemin de fer du Southern Railroad of Mississippi. La division du brigadier-général Eugene A. Carr avait pour objectif de s'emparer de la Railroad Redoubt et de la lunette du 2nd Texas ; celle du brigadier-général Peter J. Osterhaus devait attaquer Square Fort. Les hommes de Carr parvinrent à effectuer une petite percée à hauteur de la lunette du 2nd Texas et demandèrent du renfort.
À 11 h du matin, il semblait clair qu'il n'y aurait pas de percée et que les assauts de Sherman et de McPherson étaient des échecs. Grant reçut un message de McClernand, lui indiquant qu'il était fortement engagé et que les Confédérés recevaient du renfort. Il demandait que McPherson opère une diversion sur sa droite. Grant commença par refuser, répondant à McClernand de puiser dans ses réserves pour trouver de l'aide. Grant pensait en effet, à tort, que McClernand n'avait subi qu'un accrochage tandis que McPherson s'était fortement engagé, ce qui était l'inverse de la réalité. McClernand répondit par un message ambigu, laissant penser qu'il avait déjà capturé deux forts — « "The Stars and Stripes are flying over them. » (« Le drapeau de l'Union flotte sur eux » ) — et qu'un effort sur ce point de la ligne emporterait la victoire pour les forces de l'Union. Grant refusa à nouveau mais il fit voir la dépêche à Sherman qui ordonna à son propre corps de reprendre son mouvement. Grant se reprit et ordonna alors à McPherson d'envoyer la division Quinby au secours de McClernand.
« 
Tandis que notre ligne de bataille s'ébranlait, et avant même que l'écho de notre cri de guerre ne se soit éteint, les fortifications confédérées en face de nous étaient noires d'ennemis qui, répondant avec leur propre hurlement de défi, firent pleuvoir sur nos rangs le feu continu de leurs fusils, tandis que les forts et les batteries, face à nous et de chaque côté, frappaient nos lignes d'un tir incessant de mitraille et d'obus, avec des résultats effrayants, tandis que cet orage de feu, interrompu par l'éclatement des obus et les hurlements diaboliques des rebelles, ne peut se comparer à rien, à part au tableau de l'enfer dressé par Dante, quelque chose de trop effroyable pour être décrit.
 »
Sherman commanda deux nouveaux assauts. À 14h15, Smith et Ransom se découvrirent et furent immédiatement repoussés. À 15 h, la division de Tuttle avait subi tellement de pertes lors de sa tentative avortée que Sherman dit à Tuttle : « C'est un meurtre ; ordonnez à ces troupes de se replier ». À ce moment, la division de Steele avait finalement pris position sur la droite de Sherman et, à 16 h, Steele donna l'ordre de charger contre la redoute du 26th Louisiana, sans rencontrer plus de succès qu'au cours des précédents assauts ordonnés par Sherman.
Dans le secteur de McPherson, vers 14 h, la division de Logan fit un nouvel effort le long de Jackson Road, mais elle subit de fortes pertes et dut abandonner. McClernand attaqua à nouveau, renforcé par la division de Quinby, sans plus de succès. L'Union déplorait 502 morts, 2 550 blessés et 147 disparus, répartis à peu près également entre les trois corps d'armée. Dans le même temps, on estime que les pertes conférées s'élevaient à moins de 500. Grant mit les échecs de la journée sur le compte de la dépêche ambiguë de McClernand, et engrangea ainsi un grief de plus contre ce général « politique » qui lui avait causé tant de soucis pendant la campagne.

## Siège

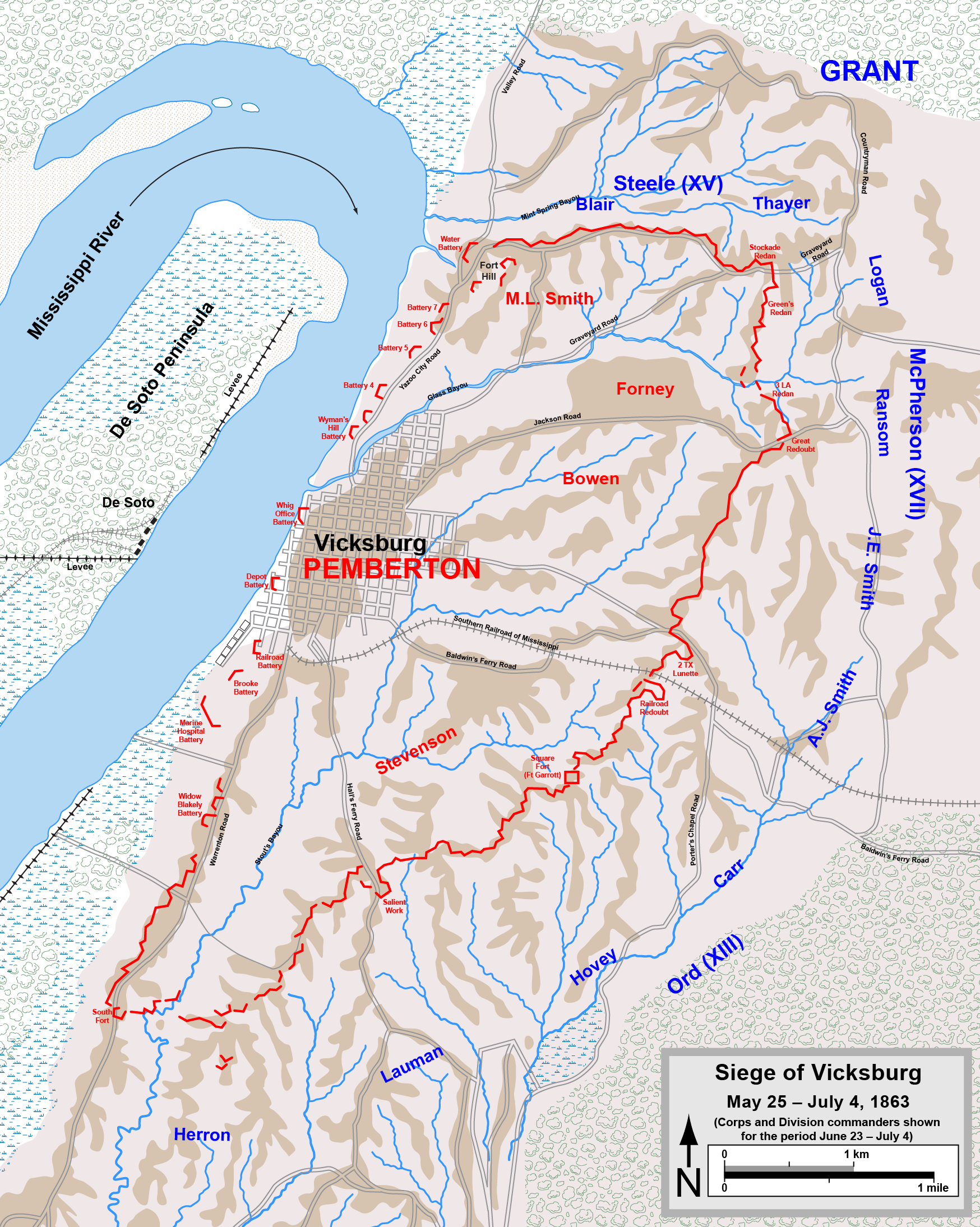
Siège de Vicksburg. Les commandants de divisions et de corps d'armée indiqués sont ceux en place pendant la période du 23 juin au 4 juillet.

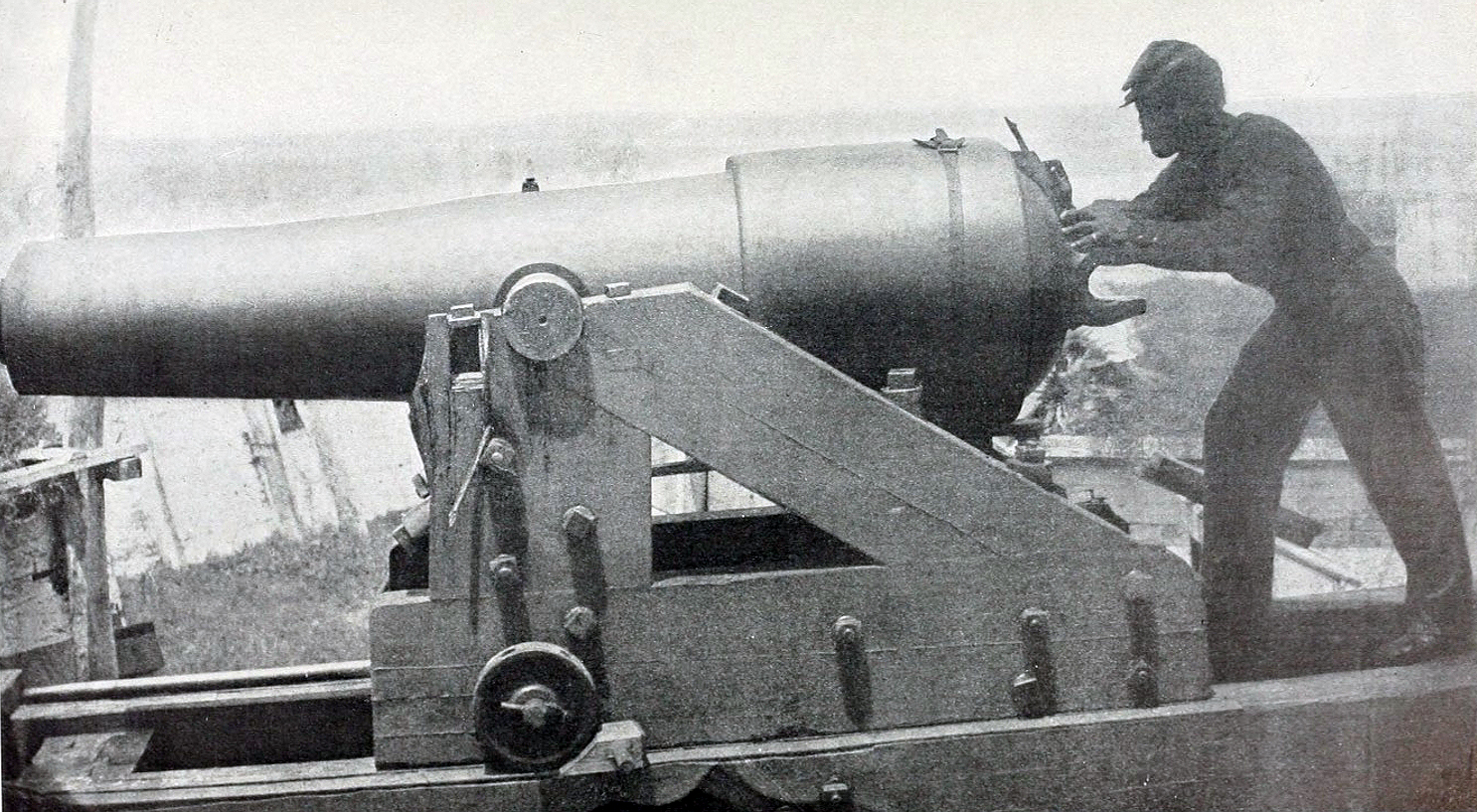
"Whistling Dick" était le surnom donné à ce canon confédéré de 18 livres, en raison du sifflement (whistle) particulier émis par ses projectiles. Il faisait partie des batteries postées sur les fortifications faisant face au Mississippi pendant le siège de Vicksburg. Le 28 mai 1863, ses projectiles coulèrent le USS Cincinnati.

L'historien Shelby Foote a écrit : « Grant ne regrettait pas d'avoir ordonné les assauts ; il regrettait simplement qu'ils aient échoué. ».  À contrecœur, il s'organisa pour le siège. Le 25 mai, le lieutenant-colonel John Aaron Rawlins diffusa, au nom de Grant, les Special Orders No. 140 :
« 
Les commandants de Corps d'armée se mettront immédiatement en état de réduire l'ennemi par les moyens habituels. Il est préférable que de nouvelles pertes humaines soient évitées pour réduire Vicksburg et capturer sa garnison. Tous les avantages dérivant des accidents naturels du terrain seront utilisés pour gagner des positions à partir desquelles il sera possible de creuser des mines, des tranchées, ou d'avancer des batteries.
 »
Grant écrivit dans ses mémoires « J'étais maintenant déterminé à conduire un siège classique, à débusquer mon ennemi, pour ainsi dire, et à ne plus subir de pertes. ».
Les troupes fédérales commencèrent à se retrancher, bâtissant un réseau élaboré de tranchées (que les soldats désignaient sous le nom de « fossés ») qui encerclait la cité et se rapprochait jour après jour des fortifications ennemies. Acculés au Mississippi, d'où les canonnières de l'Union les bombardaient, les combattants confédérés et les habitants de Vicksburg étaient pris au piège. Pemberton était cependant déterminé à garder le plus longtemps possible le contrôle de ses quelques kilomètres de Mississippi, espérant du renfort de Johnston.
Un nouveau problème se posa aux belligérants : les morts et les blessés de l'armée de Grant gisaient entre les lignes, les cadavres des hommes et des chevaux empuantissaient l'air qui se remplissait des lamentations des blessés demandant du secours ou, plus simplement, de l'eau. Grant refusa d'abord l'idée d'une trêve, pensant que ce serait faire montre de faiblesse. Il céda finalement et les Confédérés laissèrent les soldats de l'Union récupérer leurs morts et leurs blessés, tandis que les hommes des deux bords en profitaient pour se côtoyer et pratiquer le troc comme si les hostilités avaient, pour un instant, disparu.
Après la trêve, l'armée de Grant entreprit de se déployer sur une largeur de 18 kilomètres pour faire face aux défenses confédérées qui entouraient Vicksburg. Il devint rapidement clair que les 50 000 soldats de l'Union ne pourraient pas encercler totalement la ville. Les chances de Pemberton étaient minces, mais il existait encore, au sud de la ville, des routes qui n'étaient pas gardées par les soldats de l'Union. Grant trouva de l'aide auprès du major-général Henry Wager Halleck, général-en-chef des armées fédérales, qui transféra rapidement des troupes vers l'ouest pour le soutenir. Le premier renfort fut une division de 5 000 hommes appartenant au département du Missouri et commandée par le major-général Francis J. Herron. Le 11 juin, les troupes de Herron furent rattachées au corps de McPherson et prirent position au sud de la ville. Vint ensuite, le lendemain, un détachement du XVI Corps, composé de trois divisions, conduites par le brigadier-général Cadwallader C. Washburn et venues de Corinth, Memphis, et LaGrange. Enfin, le XIe corps du département de l'Ohio, avec un effectif de 8 000 hommes conduits par le major-général John G. Parke, arriva le 14 juin. Avec ce dernier renfort, Grant disposait de 77 000 hommes pour poursuivre le siège de Vicksburg.
Le 7 juin, les Confédérés de Louisiane, commandés par le major-général John G. Walker, tentèrent de couper les lignes de ravitaillement de Grant à Milliken's Bend, sur le cours du Mississippi. La position était principalement tenue par des  soldats afro-américains, qui se défendirent avec vigueur. En dépit d'un armement insuffisant, ils mirent finalement les rebelles en fuite, avec l'aide des canonnières de l'Union, mais au prix de pertes terribles (652 hommes, contre 185 pour les Confédérés). L'échec des Confédérés à Milliken's Bend leur ôtait tout espoir de secours, sauf de la part du toujours très prudent Johnston.
« 
Nous avons fait avancer nos tranchées si près de nos ennemis que nous pouvons lancer des grenades à main directement dans leurs retranchements. Ils n'osent plus passer la tête au-dessus du parapet, tellement nos tireurs d'élite sont proches et sur le qui-vive. La ville est totalement assiégée. Ma position est tellement forte que je me sens amplement capable de m'en éloigner de 20 ou 30 miles avec un effectif capable de battre deux fois cette garnison.
 »
Pemberton s'était fait enfermer dans Vicksburg avec beaucoup de munitions, mais très peu de nourriture. Une alimentation carencée ne tarda pas à faire des ravages chez les soldats confédérés. Fin juin, la moitié d'entre eux était hors de combat, malades ou hospitalisés. Le scorbut, la dysenterie, la diarrhée, le paludisme décimaient les rangs. Pendant que le siège s'éternisait, on vit de moins en moins de mules, de chevaux ou même de chiens traîner dans les rues de Vicksburg. Les soldats affamés pillaient les jardins de particuliers. La famine était telle que de nombreux adultes en furent réduits à mâcher le cuir de leurs chaussures.
Pendant le siège, les canonnières de l'Union tirèrent 22 000 obus sur la ville, et le feu provenant de l'artillerie de l'Union était encore plus nourri. Avec ce tir de barrage, trouver un toit en ville commença à poser problème. Une crête située entre la ville principale et les fortifications rebelles servit, pendant une période, de lieu d'hébergement à toutes les couches de la société. Plus de 500 cavernes furent creusées dans les collines d'argile jaune de Vicksburg. Que les maisons soient habitables ou pas, tous jugeaient plus sûr de se réfugier dans ces abris. Les occupants faisaient de leur mieux pour les rendre accueillants en y amenant des tapis, des meubles, et même des tableaux. Ils essayaient de calquer leurs horaires sur ceux des bombardements, sans y parvenir à chaque fois. À cause de ses abris souterrains, les soldats de l'Union surnommèrent Vicksburg « The Prairie Dog Village » (le village des chiens de prairie). En dépit du déluge d'artillerie qui pleuvait sur la ville, la population civile eut à déplorer moins d'une douzaine de morts sur toute la durée du siège.

### Changements à la tête de l'armée
Grant profita du siège pour mettre un terme à la rivalité insidieuse qui l'opposait à McClernand. Le 30 mai, ce dernier avait distribué à ses troupes une proclamation auto-satisfaite où il s'attribuait le mérite de la victoire toute proche. Grant attendait depuis six mois qu'il fasse un faux pas, depuis qu'il s'étaient opposés, à la bataille de Fort Hindman, plus tôt dans la campagne. Dès le mois de janvier 1863, Grant avait reçu l'autorisation de décharger McClernand de son commandement, mais il avait attendu jusqu'à ce que celui-ci se rende coupable d'une provocation sans équivoque. Grant le démit finalement le 18 juin. Il avait si bien préparé son coup que McClernand n'eut pas de recours. Son XIII corps fut confié au major-général Edward Ord, qui venait de se remettre d'une blessure reçue à la bataille d'Hatchie's Bridge. En mai 1864, McClernand se vit confier un commandement au Texas.
Grant procéda à un autre changement le 22 juin. Il devait faire face à Pemberton, retranché dans Vicksburg, mais se préoccupait également des forces confédérées commandées par Joseph E. Johnston qui se tenaient dans son dos. Il assigna une division à proximité du pont de la Big Black River et en envoya une autre pour pousser une reconnaissance au nord, jusqu'à Mechanicsburg. Les deux divisions devaient également couvrir ses arrières. Le 10 juin, le IXe corps, commandé par le major-général John G. Parke, passa sous le commandement de Grant. Ce corps devint le noyau d'une task force qui avait pour mission d'empêcher Johnston, qui regroupait ses forces à Canton (Mississippi), d'interférer avec le siège. Sherman reçut le commandement de cette task force et le brigadier-général Frederick Steele le remplaça à la tête du XVe corps. Johnston se mit enfin en marche pour soulager Pemberton et atteignit la Big Black River le 1er juillet, mais il manœuvra ensuite pour éviter un affrontement qu'il craignait inégal avec Sherman, jusqu'à ce qu'il soit trop tard pour la garnison de Vicksburg, à la suite de quoi il se retira sur Jackson.

### Opérations en Louisiane
Pendant tout le siège, les forces des belligérants cantonnées en Louisiane, sur la rive opposée à Vicksburg, jouèrent un rôle de soutien. Le 9 mai, le lieutenant-général Edmund Kirby Smith, responsable du département Trans-Mississippi des Confédérés, reçut un télégramme de Pemberton demandant un mouvement contre les lignes de communications de Grant le long du fleuve. Grant avait organisé d'importants dépôts de ravitaillement à Milliken's Bend, à Young's Point et à Lake Providence, sur le territoire dépendant de Smith, mais ce dernier ne réalisait pas la gravité de la situation de Pemberton. Ce n'est qu'en juin qu'il se résigna finalement à passer à l'action, dépêchant le major-général Richard Taylor afin qu'il fasse « quelque chose » pour la garnison de Vicksburg. Taylor commandait le District of Western Louisiana et il mit au point une approche sur trois points contre les dépôts de ravitaillement de Grant. Ses trois attaques furent repoussées lors des batailles de Milliken's Bend, Young's Point et Lake Providence.
Pour répondre à la recrudescence des activités rebelles dans la région, Grant décida de prélever des troupes affectées au siège pour les envoyer sur l'autre rive. Il était particulièrement préoccupé par la présence de la division confédérée du major-général John G. Walker sur la rive de Louisiane et c'est pourquoi la brigade des Marines du Mississippi, commandée par le brigadier-général Alfred W. Ellet, ainsi qu'une brigade du corps de Sherman conduite par Joseph A. Mower, furent dépêchées à Milliken's Bend. Mower et Ellet devait joindre leurs forces contre la division de Walker, qui se trouvait dans les environs de Richmond (Louisiane), sur une importante voie de ravitaillement approvisionnant Vicksburg en vivres. Le 15 juin, Ellet et Mower battirent Walker et détruisirent Richmond.
Les hommes d'Ellet se regroupèrent à De Soto Point et y disposèrent une batterie d'artillerie pointant sur une fonderie qui recyclait des douilles d'obus. La construction de la casemate, armée avec des rails de chemin de fer et équipée d'un canon Parrott de 10 livres, commença le 19 juin. Le 25 juin, la fonderie était rasée et, le jour suivant, un second canon Parrott fut ajouté à la batterie, qui continua à pilonner les confédérés jusqu'à ce que ceux-ci se rendent.
Les Confédérés furent également engagés en Louisiane le 29 juin à Goodrich's Landing. Ils y attaquèrent une plantation où s'était installé un camp d'entraînement dirigé par d'anciens esclaves. Les rebelles brûlèrent la plantation et firent prisonniers plus de cent personnes, avant de se replier face au Marines d'Ellet. Des raids confédérés comme celui-ci causaient des dommages et contribuaient à la confusion, mais il ne constituèrent pour l'Union que des contretemps mineurs, mettant en évidence le caractère ponctuel et momentané des dégâts provoqués par les forces confédérées dans cette zone.

### Le cratère du3rd Louisiana Redan

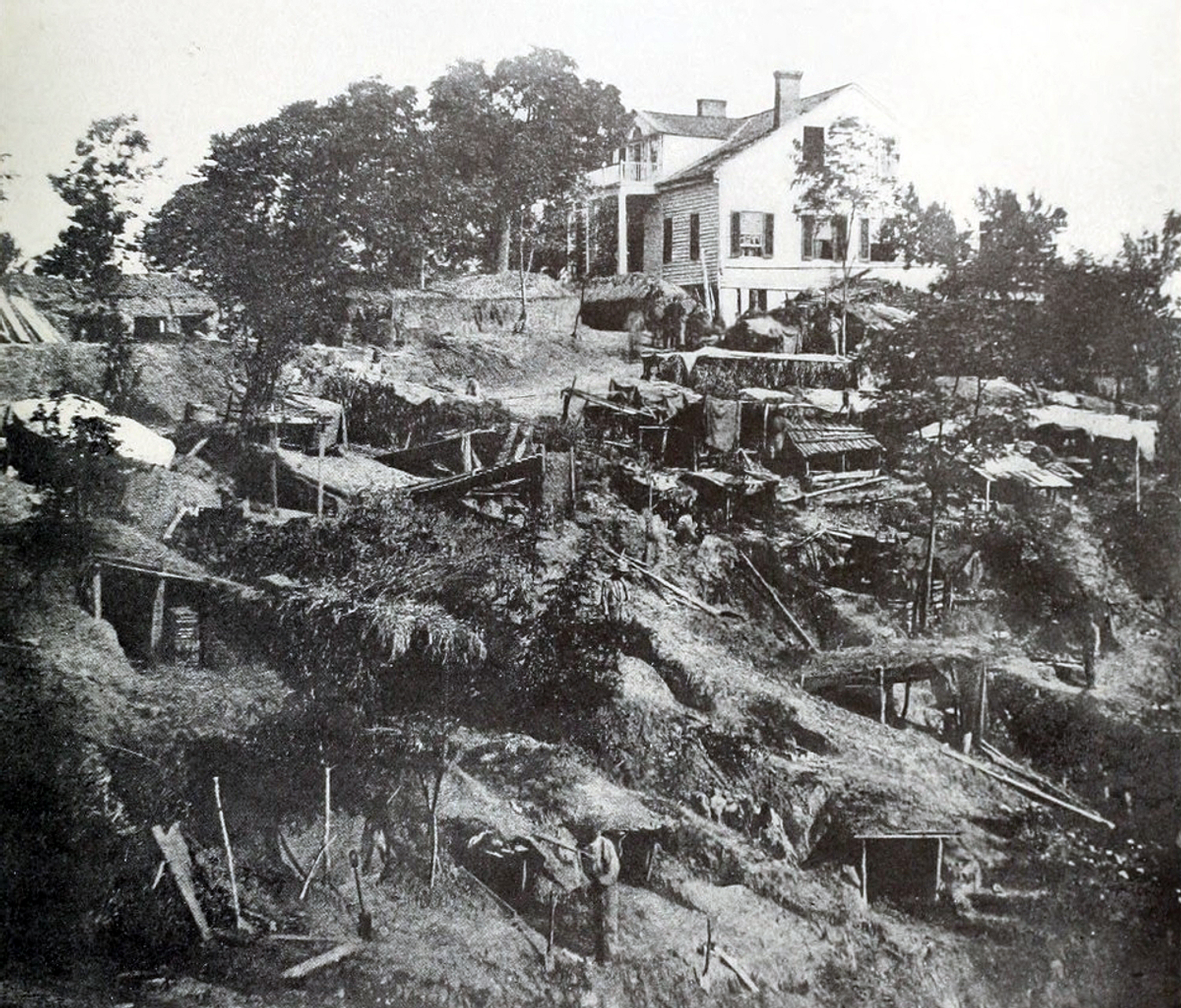
Shirley's House, connue également sous le nom de White House, pendant le siège de Vicksburg en 1863.

Vers la fin du siège, les troupes de l'Union creusèrent un tunnel sous le 3rd Louisiana Redan et y placèrent une mine faite de 2 200 livres de poudre à canon. Sa mise à feu, le 25 juin, pulvérisa la ligne confédérée où s'engouffrèrent des soldats du XVIIe corps appartenant à la division de Logan. Le 45th Illinois Regiment (connu sous le surnom de "Lead Mine Regiment"), sous le colonel Jasper A. Maltby, chargea à travers le cratère de plus de 10 mètres de diamètre et 4 mètres de profondeur, mais il fut arrêté par l'infanterie confédérée. Les soldats de l'Union se trouvèrent cloués sur place pendant que les assiégés faisaient rouler, avec des effets meurtriers, des obus à mèche courte au fond du cratère. Les soldats du génie bâtirent à la hâte une casemate dans le cratère pour permettre à l'infanterie de s'en extraire, et les soldats se réorganisèrent sur une nouvelle ligne de défense. À partir du cratère, les sapeurs de l'Union creusèrent un nouveau tunnel vers le sud et, le 1er juillet, une nouvelle mine fut mise à feu, sans qu'elle soit suivie d'une charge d'infanterie. Le génie travailla toute la journée des 2 et 3 juillet pour élargir le cratère initial afin qu'il laisse passer une colonne d'infanterie, en vue des prochains assauts. Les événements du jour suivant rendirent cet effort inutile.

## Reddition et conséquences

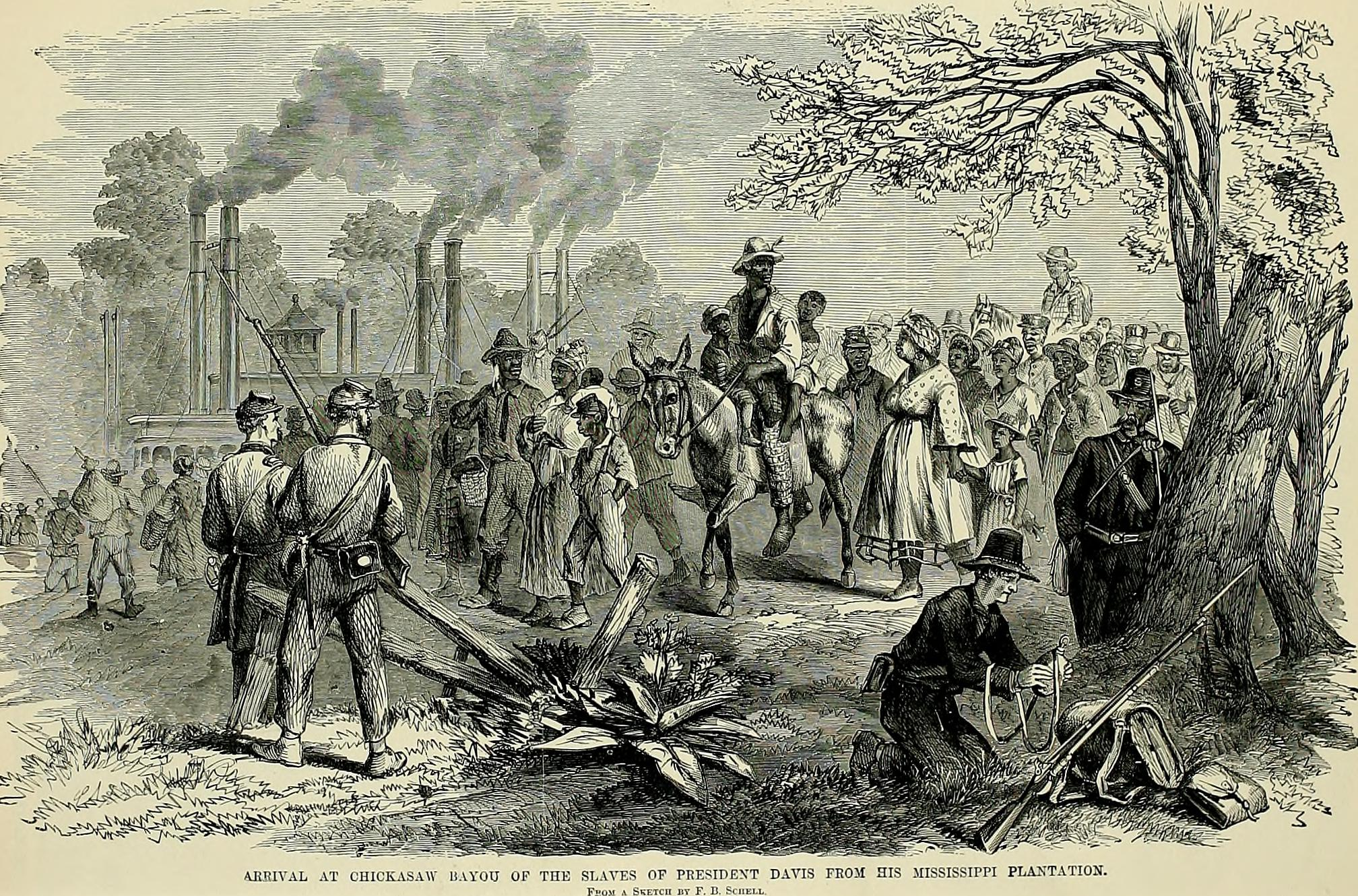
Arrivée au camp de Vicksburg en 1863 des esclaves libérés de la plantation de Jefferson Davis.

Le 3 juillet, Pemberton envoya une note à Grant qui, comme à Fort Donelson, commença par exiger une reddition inconditionnelle. Il se ravisa ensuite : il ne voulait pas avoir à nourrir 30 000 prisonniers confédérés affamés et leur offrit une libération sur parole. Étant donné l'état de dénuement dans lequel ils se trouvaient, affamés et dépourvus de tout, Grant n'imaginait pas qu'ils puissent un jour reprendre les armes et il souhaitait qu'ils répandent la nouvelle de cette défaite dans le reste de la Confédération. De toutes manières, leur évacuation vers les camps de prisonniers situés au nord auraient occupé son armée pendant plusieurs mois. La plupart des hommes libérés sur parole le 6 juillet furent échangés et admis à nouveau dans les rangs confédérés le 4 août 1863 à Mobile Harbor (Alabama). Au mois de septembre, ils étaient à Chattanooga où certains livrèrent bataille en novembre puis, à nouveau, contre Sherman, lors de la Campagne d'Atlanta, en mai 1864.
Le gouvernement confédéré contesta, sur des fondements techniques, la validité des libérations sur parole, une question qui fut soumise à Grant, devenu, en avril 1864, général-en-chef des armées de l'Union. La controverse contribua à suspendre tout nouvel échange de prisonniers pendant le reste de la guerre, exception faite de situations de souffrances exceptionnelles.
La reddition fut formalisée au pied d'un vieux chêne qui acquit ainsi un caractère « historique ». Grant décrivit plus tard le sort de cet arbre :
« 
Il ne se passa pas longtemps avant que les derniers vestiges de son tronc, de ses racines et de ses branches aient disparu, leurs fragments emportés comme souvenirs. Depuis lors, le même arbre a fourni autant de stères de bois, transformées en trophées, que la Vraie Croix.
 »
Les termes de la reddition furent finalisés le 4 juillet, le jour même de l'Independence Day, que Pemberton avait choisi pour tenter d'obtenir des clauses plus accommodantes de la part des autorités de l'Union.
La campagne de Vicksburg fut prolongée par quelques actions mineures, mais la ville-forteresse était tombée. Avec la reddition de Port Hudson, le 9 juillet, le fleuve Mississippi était sous le contrôle de l'Union et la Confédération était coupée en deux. Le président Lincoln put déclarer : « Le Père des eaux coule désormais librement vers la mer ».
L'Union avait subi 4 835 pertes pendant la bataille et le siège de Vicksburg, et les Confédérés 32 697 (29 495 hommes s'étaient rendus). Depuis le 9 mars, l'ensemble de la campagne avait fait 10 142 morts et blessés dans les rangs de l'Union et 9 091 chez les rebelles. Pemberton remit à Grant 172 canons et 50 000 fusils.

## Dans la mémoire collective
On raconte qu'après la reddition, Vicksburg cessa de célébrer le 4 juillet (Independence Day) jusqu'à la Seconde Guerre mondiale. Cette histoire a été démentie et des festivités, tenues le 4 juillet, sont documentées dès 1907.